# Chrysopa altaica
Chrysopa altaica är en insektsart som beskrevs av Hölzel 1967. Chrysopa altaica ingår i släktet Chrysopa och familjen guldögonsländor. Inga underarter finns listade i Catalogue of Life.